# Heinrich Stebener
Heinrich „Heini“ Stebener (* 4. März 1933 in Todtshorn; † 13. April 1976 in Hamburg) war ein deutscher Turner aus Hamburg.
Im Juni 1955 turnte er als Mitglied der Deutschlandriege in Harburg.
1961 wurde er Landesmeister.
Heinrich Stebener wurde auf dem Friedhof Ohlsdorf beigesetzt. Die Grabstätte existiert nicht mehr.